# Virgilio Pereyra
Virgilio Pereyra (nascido em 30 de maio de 1928) é um ex-ciclista uruguaio. Representou Uruguai em duas provas durante os Jogos Olímpicos de 1952.